# Leichter Proviantwagen 95 n/K
Der leichter Proviantwagen 95 n/K (1897) (später umbenannt in Feldwagen 95 n/K (1914), leichter Feldwagen 95 (1921) und Leichter Feldwagen (Hf. 1) (1927)) war ein zwei- ausnahmsweise (im Ostheer) drei- oder vierspänniges Pferdefuhrwerk welches 1897 in die Armee eingeführt wurde und bis zum Zweiten Weltkrieg zum Einsatz kam.

## Entwicklung
Der leichte Feldwagen 95 n/K (n/K = neue Konstruktion) zählte wie sein Vorgänger, der leichte Proviantwagen C/95 oder 95, zum sogenannten Traingerät. Der leichte Feldwagen 95 n/K unterschied sich zum Vorgänger lediglich durch eine stabilere Bauweise. Die hauptsächlichsten Holzteile und die mit ihnen in Verbindung stehenden Beschläge hatten stärkere Abmessungen erhalten. Der Protznagel, die Protzkette, die Protznagelscheibe, die Protznagelzwinge und der Protzriegel wurden ebenfalls verstärkt. An den Innenseiten der Deichselarme wurden Schienen zur Verstärkung und Festigung angebracht. Die Holznabenräder 95 wurden nun durch Stahlnabenräder 95 n/K ersetzt. Die Räder hatten nun 12 Speichen, eine stählerne Nabe und stählerne Radreifen. Die Ortscheite und Vorderbracke bestanden aus Stahlrohren mit Holzfutter.
Im Jahr 1927 arbeitete Rheinmetall an einer Stahldeichsel. Ab 1936 ersetzte eine aus Stahlblech geschweißte Deichsel die vorherige aus Eschenholz.

## Produktion
Der Feldwagen bestand hauptsächlich aus Eschenholz. Wichtige Teile wurden aus Stahl, Eisen und Bronze gefertigt. Die Plane bestand aus einem imprägnierten Stoff.
Den steigenden Bedarf während des Ersten Weltkrieges konnten die Artilleriewerkstätten nicht mehr decken. Aus diesem Grund wurden Aufträge an Lokomotiv- und Waggon-, Karosserie-, Möbel und allgemeine Maschinenfabriken vergeben. Dabei waren auch namhafte Hersteller, die den Feldwagen 95 n/K produzierten, wie in der unten aufgeführten Tabelle zu sehen ist. Das nun hohe Niveau an produzierten Wagen führte 1918 dazu, dass die Armee mehrere tausend Wagen nicht übernehmen konnte, weil kein ausreichendes Personal oder Zugtier vorhanden war, oder aber noch genügend funktionstüchtige Fahrzeuge bei den Truppen zur Verfügung standen. Somit wurden viele Fahrzeuge in Depots eingelagert. 1917 kostete ein Feldwagen 95 1.600 Mark, zum Ende des Krieges 1918 schon 2.000 Mark.
| Firma                                | Ort             |
| ------------------------------------ | --------------- |
| Artilleriewerkstätten Dresden (AWD)  | Dresden         |
| F. G. Dittmann Fahrzeugfabrik        | Berlin-Wittenau |
| Sächsische Waggonbaufabrik Werdau AG | Werdau          |
| Oscar R. Mehlhorn                    | Schweinsberg    |
| Wegenführ AG                         | Rastatt         |
| Zschokewerk                          | Kaiserslautern  |

Vor Juli 1927 bestand kein Bedarf an einer weiteren Produktion des Wagens, da genügend in den Depots standen. Ab Juli 1927 lieferte jedoch die Fahrzeugbau Dittmann GmbH 60 Stahlnabenräder 95 n/K nach. Verschiedene Firmen lieferten auch buntfarbig getarnte Wagenplanen.
Noch vor Beginn des Zweiten Weltkrieges musste die Fertigung des leichten Feldwagen (Hf. 1) wieder aufgenommen und während des Kriegsverlaufes beständig ausgeweitet werden. Als Hersteller des konnten dabei unter anderem folgende Firmen identifiziert werden:
| Firma | Ort             | Baujahr    |
| --- | --------------- | ---------- |
| Waggon- und Maschinenfabrik AG (ehemalig Busch)                                                                   | Bautzen         |            |
| Vosswerke Sarstedt                                                                                                | Sarstedt        | 1943       |
| Karosserie- und Fahrzeugwerk Ernst Dietzsch                                                                       | Glauchau        | 1944       |
| Waggon- und Maschinenfabrik Bohemia                                                                               | Böhmisch-Leipa  |            |
| Wagenbauanstalt und Karosseriefabrik Robert Bär                                                                   | Rothnaußlitz    |            |
| Maschinen- und Gerätefabrik C. A. Klinger AG                                                                      | Stolpen         |            |
| Waggon- und Maschinenfabrik AG Görlitz (Wumag), Abteilung Waggonbau                                               | Görlitz         | 1937, 1941 |
| Fahrzeugbau Dittmann GmbH                                                                                         | Berlin-Wittenau |            |
| Bleich-Betriebs-Gesellschaft Friedrich Wilhelm Bleich                                                             | Brackwede       |            |
| Karosseriefabrik August Wankmiller                                                                                | Heilbronn       |            |
| Bootsbau Alexander Matl                                                                                           | Wien            |            |
| Kirst & Jungmann, Inhaber Gustav Fröhlich                                                                         | Liegnitz        | 1942, 1944 |
| Maschinenfabrik Franz Richter                                                                                     | Döbeln          | 1943       |
| Landeslieferungsgenossenschaft des sächsischen Stellmacher und Karosseriebauerhandwerks eGmbH                     | Dresden         |            |
| Landeslieferungsgenossenschaft des sächsischen Sattler-, Tapezierer- und Piamentierhandwerks Sachsen-Anhalt eGmbH | Magdeburg       | 1942       |
| Mechanische und optische Werkstätte Spindler & Hoyer KG                                                           | Göttingen       | 1945       |
| Holzwarenfabriken Schumann & Schmidt KG                                                                           | Leubsdorf       |            |
| Metallwarenfabrik Linus Lauckner                                                                                  | Hermsdorf       | 1944       |

Hierbei kostete ein leichter Feldwagen (Hf. 1) zwischen 1.200 und 1.400 Reichsmark.
Genaue Produktionszahlen konnten nicht ausgemacht werden, da dieses Fahrzeug seit 1895 gebaut wurde. Es gibt jedoch zwei Nachweise über die Produktion von Heeresfeldwagen Hf. 1, Hf. 2 und Hf. 3 aus den Jahren 1943 mit 120.400 Stück und im Jahr 1944 mit 150.000 Stück.

## Einsatz

### Einsatz im Kaiserreich

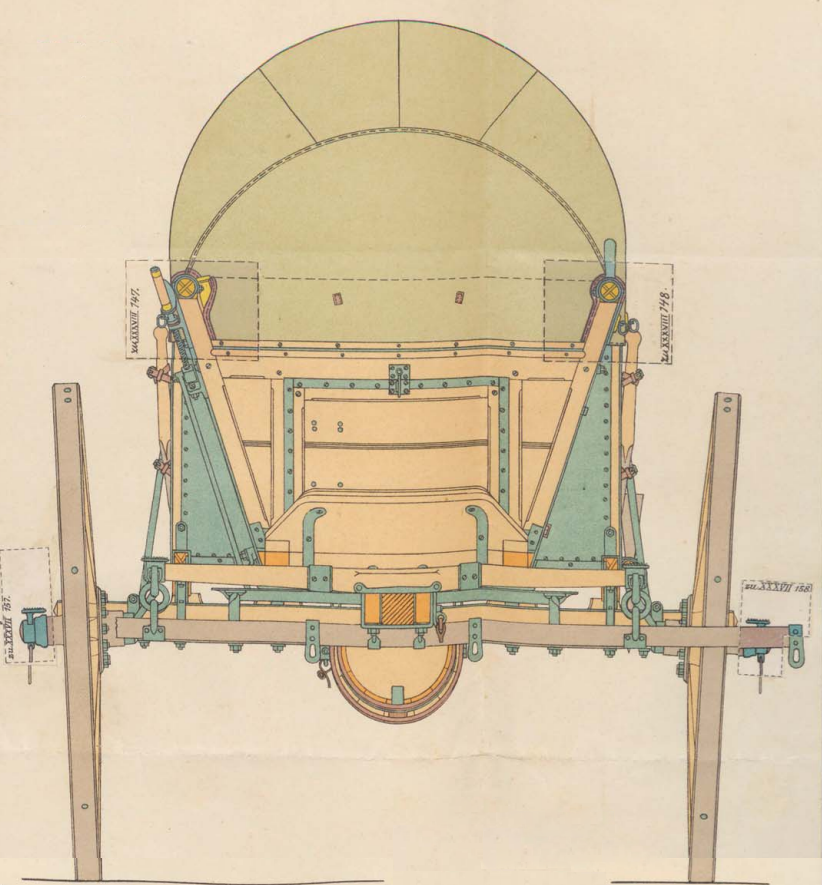
Vorderansicht des Leichten Proviantwagen 95 n/K.

#### Bei Mobilmachung 1914
Der Feldwagen 95 war bei Mobilmachung 1914 „Mädchen für alles“ und daher vielfach eingesetzt:
1.) als Stabspackwagen zum Transport von Offiziersgepäck und wichtigen Akten und Vorschriften, üblicherweise zweispännig gefahren:
- je 6 bei jedem Armeeoberkommando (AOK)
- je 5 bei jedem Korps- und ReservekorpsStab
- je 2 bei jeder Infanterie-, Reserve- und Kavalleriedivision
- je einer bei jedem Regiments- und Bataillonsstab und vergleichbaren Stäben (Kommandeur der Munitionskolonnen, Kommandeur des Trains etc.), im Kavallerieregimentsstab 4-spännig gefahren[7]

2.) als Kompanie- bzw. Eskadronspackwagen zum um Transport von Offiziersgepäck und wichtigen Akten und Vorschriften, aber auch zum Transport von Marschkranken u. ä., üblicherweise zweispännig gefahren,
- einer je Infanterie-, MG-, Jäger- und Radfahrkompagnie[8]
- einer je Kavallerieeskadron[9],
- einer je Fußartilleriebatterie[10]
- einer je Pionierkompagnie[11] und Pionier-Park-Kompagnie[12], Korps-[13] und Divisions-Brückentrain[14]
- einer je Armee-Telegraphen-Abteilung[15] und Korps-Fernsprech-Abteilung[16], letzterer vierspännig gefahren
- einer je Feldluftschifferabteilung[17] sowie ein weiterer für die zugehörige Gaskolonne[18]
- einer je Eisenbahnbaukompagnie[19]
- einer je Sanitätskompagnie[20] und Feldlazarett[21]

3.) Keinen Packwagen hatten
- die Feldartilleriebatterien[22] und -munitionskolonnen[23]
- Munitions- und Trainkolonnen: Feldartillerie und Train hatten genügend andere Fahrzeuge zum Verstauen von Gepäck
- Kraftfahr- und Fliegertruppe: Beide waren vollmotorisiert
- immobil aufgestellte Formationen: Wurden sie mobil, so erhielten sie meist aus Requisition gewonnene Fahrzeuge, die jedoch häufig dem harten Militäreinsatz nicht standhielten und daher im Verlaufe des Krieges durch Feldwagen 95 ersetzt wurden

4.) Als Lebensmittelwagen:
- Bei allen Waffengattungen hatte jede Kompagnie/Eskadron/Batterie einen zweispännig gefahrenen Lebensmittelwagen[24], der aber teilweise auch ein durch Requisition gewonnenes Zivilfahrzeug war[25]
- Die leichten Proviantkolonnen (2 von den 6 Proviantkolonnen eines AK waren als leichte aufzustellen[26]) hatten jeweils 36 Feldwagen 95 als Proviant- und 2 weitere als Vorratswagen, alle vierspännig gefahren.

#### Weitere Entwicklung im Ersten Weltkrieg
Während des Ersten Weltkrieges wurden die viel zu schweren Planwagen bei den Fuhrparkkolonnen durch die Feldwagen 95 n/K ersetzt. Auch Munitionskolonnen n/A erhielten 50 vierspännige Munitionswagen. Auch Maschinengewehrkompanien erhielten den Wagen. Dabei konnten behelfsmäßig acht schwere Maschinengewehre transportiert werden. Wobei die Fortbringung nur provisorisch war, da der Wagen nicht für diese Zwecke vorgesehen war. Gemäß der Verfügung Nr. 125/17, A.2 vom 9. Februar 1917 wurden die Infanteriekompanien mit je einem Feldwagen 95 n/K ausgestattet. Dieser war für den Transport der leichten Maschinengewehre 08/15 mitsamt Zubehör und Munition vorgesehen. Dafür wurden die älteren Patronenwagen abgegeben. Da es auch einen Mangel an Krankenwagen gab, wurde der Feldwagen 95 n/K behelfsmäßig mit Krankentragen ausgestattet.
| Bezeichnung                              | Bilder |
| ---------------------------------------- | ------ |
| Kompangnie-Packwagen 95 n/K              |        |
| Lebensmittelwagen 95 n/K                 |        |
| Packwagen 95 n/K                         |        |
| Proviantwagen 95 n/K in Fuhrparkkolonnen |        |
| Registraturwagen 95 n/K                  |        |
| Stabspackwagen 95 n/K                    |        |

### Einsatz bei der Reichswehr
Am 3. Februar 1921 wurde die zukünftige Verwendung des leichten Feldwagen 95 in der Reichswehr festgelegt. Dieser sollte nun als bei der Infanterie und Kavallerie unter anderem als Gerätewagen, Wurfminenwagen oder Pionierwagen der Artillerie genutzt werden. Bei den Gebirgsbatterien sollte der Wagen unter anderem als Lebensmittelwagen und Futterwagen eingesetzt werden. Bei den Pionierkompanien gab es den Nahkampfmittelwagen und den Gerätewagen. Bei den Artillerieverbänden ersetzten drei leichte Feldwagen 95 zwei sechsspännige Vorratswagen 96/09, sofern diese bei der Truppe nicht mehr vorhanden waren. Ab Juli 1927 wurden erste Truppenversuche mit buntfarbigen Wagenplanen wurden bei den Fahrabteilungen 3 (Berlin-Lankwitz), 4 (Dresden) und 5 (Ludwigsburg) durchgeführt. Zur gleichen Zeit widmete man sich dem Buntfarbenanstrich an Feldwagen. Aus dem leichten Feldwagen 95 wurde nun ein, dem allgemeinen Heergerät zugeordneter, leichte Feldwagen (Hf. 1). Diesen gab es mittlerweile auch als gefederte Ausführung.

### Einsatz bei der Wehrmacht
Auch in der Wehrmacht wurde der leichte Feldwagen (Hf. 1) weiter genutzt. Details zur Ausrüstung der einzelnen Wagen wurden in Beladungsplänen festgehalten. Einige Kriegsstärkennachweise (kurz: KStN) belegen auch die Verwendungsbreite des leichten Feldwagen (Hf. 1) und seiner Abarten. So zum Beispiel bei der KStN Nr. 1310 vom 1. Oktober 1937, in der es hieß, dass zu einer Sanitätskompanie ein zweispänniger Sanitätsgerätwagen (Hf. 1) und ein zweispänniger großer Fahnenschmiedwagen (Hf. 1/13). Oder in der KStN Nr. 1278 vom 1. Juli 1944 in der zu einer Bäckereikompanie ein Bäckereigerätwagen (Hf. 1/16).
Bei Beginn des Zweiten Weltkrieges gehörte je ein leichter Feldwagen (Hf. 1) als Großer Gefechtswagen (Hf. 1/11) zu jedem Schützenzug der Infanterie. Auf dem Wagen wurde Ausrüstung, die Maschinengewehre mit Zubehör und Munition, Munition für die Handwaffen und Handgranaten des Schützenzuges transportiert. Teilweise wurden die leichten Feldwagen (Hf. 1) noch vor Kriegsbeginn durch Stahlfeldwagen (Hf. 7) abgelöst. Unter den Bedingungen des Kriegsschauplatzes an der Ostfront zeigte sich, dass der Feldwagen bei mäßiger Schneehöhe und festem Untergrund recht brauchbar war. Die Verlastung auf Kufen oder das Ersetzen der Räder durch Schlittengestelle hatte sich jedoch nicht bewährt. Die Schlammperioden stellten den Feldwagen vor große Probleme. Bei den Ausbildungsunterlagen des Lehrstabes der Artillerieschule Jüterbog vom April 1943 hieß es:

„An der Ostfront sind die planmäßigen Fahrzeuge der Munitionsstaffeln und Trosse infolge Geländeschwierigkeiten oft durch einspännige Panjewagen ersetzt worden.“

Der Mangel an Kraftfahrzeugen machte es auch 1944 noch notwendig, den Flugmeldekompanien der Luftwaffe den leichten Feldwagen (Hf. 1) zuzuweisen. Auch die Flak-Artillerie im Reichskriegsgebiet und das im April 1945 aufgestellte Fallschirm-Artillerieregiment 10 erhielten aus Mangel an Kraftfahrzeugen den leichten Feldwagen (Hf. 1).

Proviantwagen in verschiedenen Ansichten
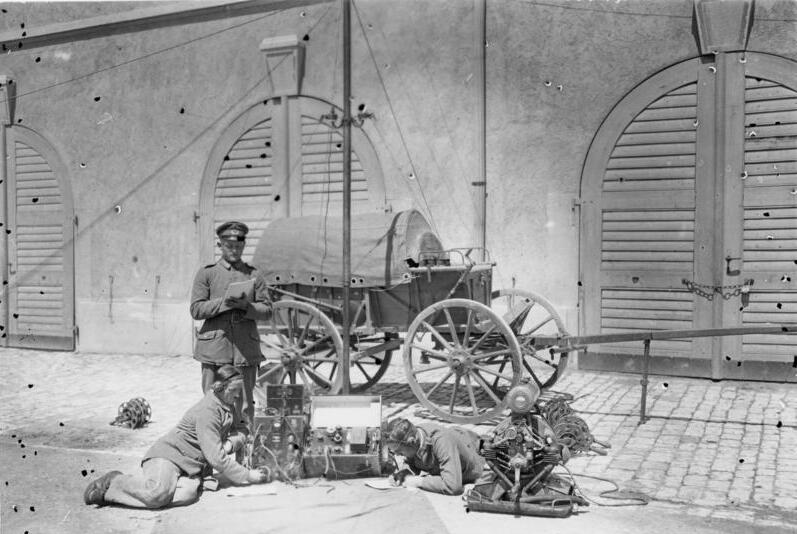
Nachrichtentruppen mit Hf1.
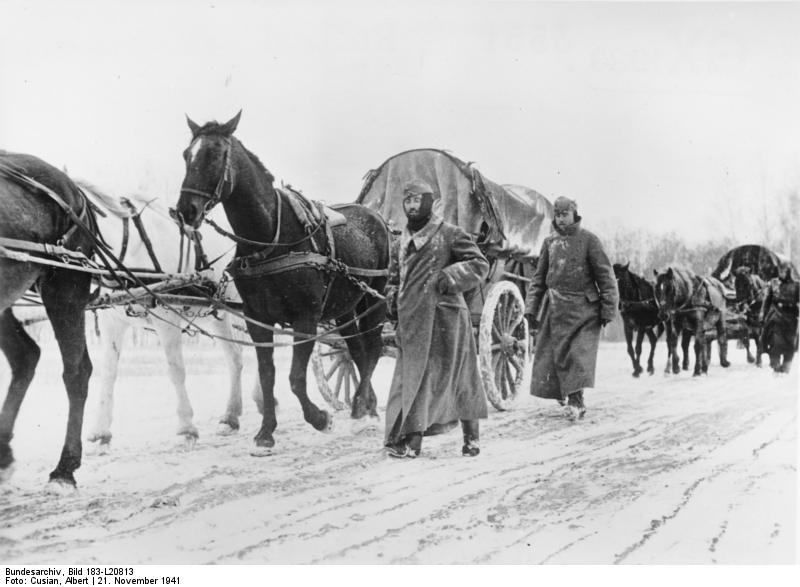
Einsatz in Russland mit Vierspänner.
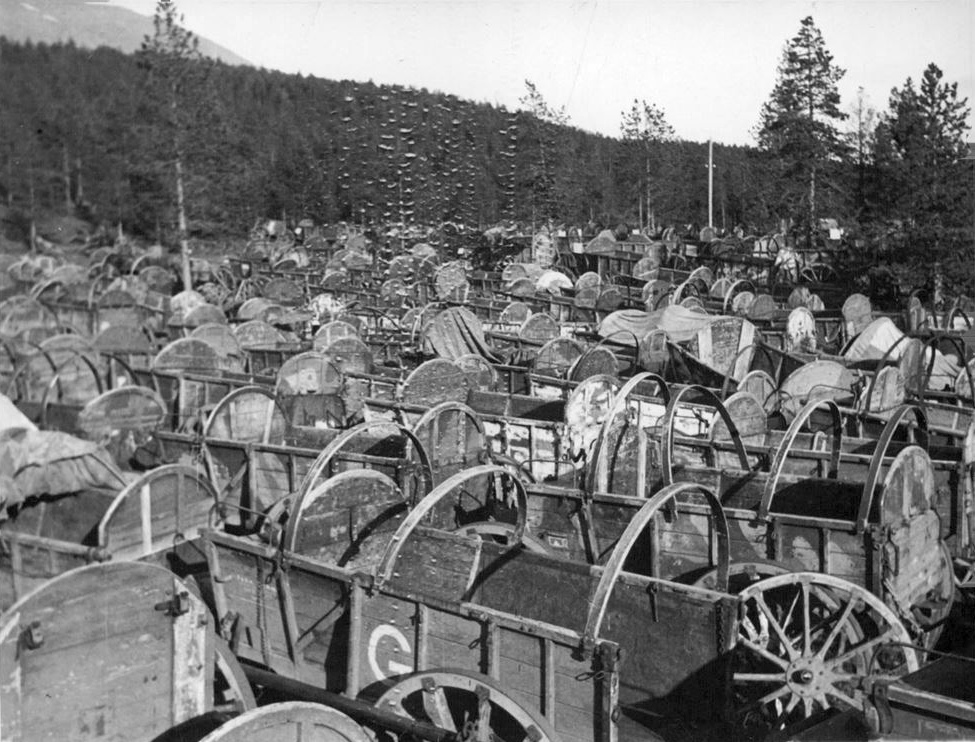
Zurückgelassene Fahrzeuge am Nordkap
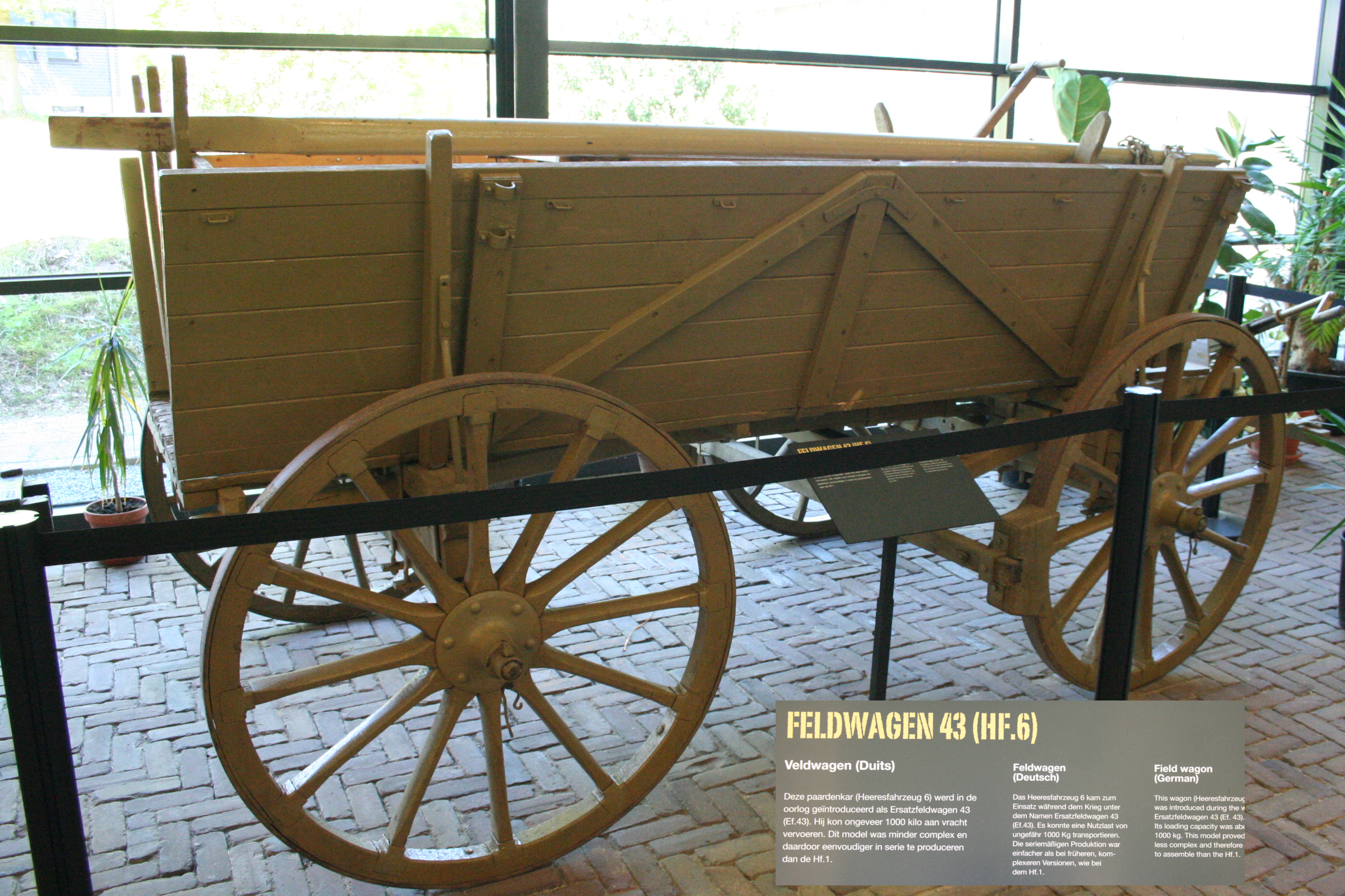
Hf.6 Ersatzfeldwagen 43 (Ef. 43)

Im Allgemeinen hatte sich der leichte Feldwagen (Hf. 1) während der gesamten Einsatzzeit gut bewährt. Die Herstellung war jedoch aufwendig und der Preis war vergleichsweise hoch. Im Laufe der langen Nutzungszeit ergaben sich einige Formänderungen, welche teilweise von der Truppe selbst vorgenommen wurden und später in die Produktion mit einflossen. Mit dem weiteren Kriegsverlauf wurde der Feldwagen nach und nach immer öfter durch Panjewagen oder Ersatzfeldwagen 43 (Hf. 6) ersetzt.

## Ausführungen des Hf. 1
Vom leichten Feldwagen (Hf. 1) gab es verschiedenste Ausführungen und Einsatzvarianten. Folgende Verwendungsformen und Abarten des ungefederten leichten Feldwagen (Hf. 1) sind bekannt:
| Bezeichnung                                       | Verwendung bei                                     | Preis            | Bemerkungen | Foto |
| Grundform                                         | Grundform                                          | Grundform        | Grundform | Grundform                                                                                                  |
| ------------------------------------------------- | -------------------------------------------------- | ---------------- | --- | --- |
| Leichter Feldwagen (Hf. 1)                        | alle Waffen                                        | 1.260 Reichsmark | 610 kg (unbeladen), 1.360 kg (beladen) | - Leichter Feldwagen (Hf. 1)                                                                               |
| Gefechtswagen (Hf. 1)                             | Infanterie Kavallerie                              | 1.260 Reichsmark | | |
| Gerätwagen (Hf. 1)                                | Pioniere Sanitätseinheiten                         | 1.360 Reichsmark | 625 kg (unbeladen), 1.666 kg (beladen) Auf dem Gerätwagen (Hf. 1) der Pionierkompanie wurde in den Wagen 1, 3 und 5 wurden unter anderem 15 Stielhandgranate 24 und zwei Leuchtpistolen mit Zubehör und 24 Leucht- und 12 Signalpatronen mitgeführt. Weiterhin befanden sich auf der Ladefläche zehn Sandsäcke, 3 kg Bindedraht, 5 kurze Paddel oder 6 Minen. An den Seiten wurden zwei Maschinengewehre 34 eingehängt und für die Maschinengewehre gab es 20 Patronenkästen für Maschinengewehrmunition. 625 kg (unbeladen), 1.651 kg (beladen) Auf dem Gerätwagen (Hf. 1) der Pionierkompanie wurde in den Wagen 2, 4 und 6 wurden unter anderem Schanzzeug wie einen langen Spaten, ein Klauenbeil, zehn Sandsäcke und zwei kleine Floßsäcke. Bei diesen Wagen befand sich an der Seite ein Maschinengewehr 34 mit 10 Patronenkästen für Maschinengewehrmunition auf der Ladefläche. | - Gerätwagen (Hf. 1) 1, 3, 5 der Pioniere - Gerätwagen (Hf. 1) 2, 4, 6 der Pioniere                        |
| Lastwagen (Hf. 1)                                 | Nachschubeinheiten                                 | 1.360 Reichsmark | | |
| Munitionswagen (Hf. 1)                            | Artillerie Infanterie Kavallerie                   | 1.360 Reichsmark | 610 kg (unbeladen), 1.160 kg (beladen) Auf den Munitionswagen (Hf. 1) wurde 1939 Munition und Zubehör für das Maschinengewehr 34 transportiert. Dazu zählten unter anderen 18 Patronenkasten, zwei Laufbehälter oder ein Waffenmeisterwerkzeugkasten. Zubehör zum Schanzen, wie einen Spaten, ein Klauenbeil oder auch fünf Sandsäcke, wurde ebenfalls mitgeführt. An der Stirnseite der Ladefläche gab es ein Ersatzrad für ein Infanteriefahrzeug (If. 5). Aber auch persönliche Ausrüstung oder Versorgungsgüter wie Bekleidungssäcke, Mäntel oder Futtersäcke fanden auf der Ladefläche statt. | - Munitionswagen (Hf. 1) einer M. G.-Kompanie - Laderaum eines Munitionswagen (Hf. 1) einer M. G.-Kompanie |
| Packwagen (Hf. 1)                                 | Artillerie Infanterie Nachschubeinheiten Pioniere  | 1.360 Reichsmark | | |
| Pioniergerätwagen (Hf. 1)                         | Kavallerie                                         | 1.360 Reichsmark | | |
| Sanitätsgerätwagen (Hf. 1)                        | Infanterie Sanitätseinheiten                       | 1.360 Reichsmark | | |
| Schanzzeugwagen (Hf. 1)                           | Infanterie Kavallerie                              | 1.360 Reichsmark | | |
| Verpflegungswagen (Hf. 1)                         | Artillerie Infanterie Kavallerie                   | 1.360 Reichsmark | | |
| Veterinärmittelwagen (Hf. 1)                      | Veterinäreinheiten                                 | 1.360 Reichsmark | | |
| Veterinärvorratswagen (Hf. 1)                     | Veterinäreinheiten                                 | 1.360 Reichsmark | | |
| Vorratswagen (Hf. 1)                              | Infanterie                                         | 1.360 Reichsmark | | |
| Wirtschaftswagen (Hf. 1)                          | Artillerie Infanterie Kavallerie                   | 1.360 Reichsmark | | |
| behelfsmäßiger Ersatz für Sonderfahrzeuge (Hf. 1) | Infanterie Kavallerie                              |                  | Umbau in Truppenwerkstätten | |
| Abarten                                           |                                                    |                  | | |
| Großer Gefechtswagen (Hf. 1/11)                   | Infanterie                                         | 1.350 Reichsmark | 660 kg (unbeladen), 1.1465 kg (beladen) Der Große Gefechtswagen (Hf. 1/11) hatte an beiden Seiten des senkrechten Wagenkastens je ein Maschinengewehrkasten mit einem Maschinengewehr 08/15. In der Mitte der hinteren Querschwelle und an der rechten und linken Seite des Unterbaumes befanden sich drei Zughaken zum Anhängen von Maschinengewehr-Handwagen. Dadurch konnten zwei Handwagen an den äußeren oder ein Handwagen am mittleren Zughaken mitgeführt werden. | - Großer Gefechtswagen (Hf. 1/11)                                                                          |
| Großer Fahnenschmiedwagen (Hf. 1/13)              | alle Waffen                                        | 1.380 Reichsmark | 710 kg (unbeladen), 1.700 kg (beladen) Der Große Fahnenschmiedwagen (Hf. 1/13) | - Beladung des Großen Fahnenschmiedwagen (Hf. 1/13)                                                        |
| Packwagen mit Feldschmiede (Hf. 1/14)             | Artillerie Nachschubeinheiten Verwaltungseinheiten | 1.300 Reichsmark | 640 kg (unbeladen), 1.390 kg (beladen) | - Leerer Packwagen mit Feldschmiede (Hf. 1/14)                                                             |
| Waffenmeisterwagen (Hf. 1/14)                     | alle Waffen                                        | 1.300 Reichsmark | 640 kg (unbeladen), 1.390 kg (beladen) | |
| Packwagen für Sanitätskompanie (Hf. 1/15)         | Sanitätseinheiten                                  |                  | | |
| Bäckereigerätwagen (Hf. 1/16)                     | Bäckereikompanien                                  | 1.300 Reichsmark | 630 kg (unbeladen), 1.380 kg (beladen) | - Bäckereigerätwagen (Hf. 1/16)                                                                            |
| Truppensanitätswagen (Hf. 1/18)                   | Sanitätseinheiten                                  | Gewicht: 690 kg  | | |

## Lackierung
Die ersten Fahrzeuge hatten keine Lackierung bekommen und wurden farblos ausgeliefert. Mit der Verordnung Nummer 36 vom 23. Januar 1908 hieß es, dass alle Fahrzeuge des Truppen- und Trainfeldgeräts in Zukunft bei Neubeschaffung oder neuem Anstrich in Feldgrau (RAL 6006) lackiert werden sollten. Mit der Vorschrift D. 476/1 vom 22. Mai 1936 sollten nun alle Fahrzeuge in den Farben dunkelgelb (RAL 7028), gelbbraun (RAL 8000) und olivgrün (RAL 6003) gestrichen werden. Auch gab es Wagen die nur in dunkelgelb oder ganz in weiß (RAL 9001 und 9002) gestrichen wurden.

## Ausstellungen
- Ein Heeresfahrzeug 1 (Hf. 1) ist im Museum für die Arbeit mit Zugpferden in Lütau ausgestellt.
- Im Mecklenburgischen Kutschenmuseum in Kobrow befinden sich drei sehr gut erhaltene Gefechtswagen (Hf. 1).

## Leichter Feldwagen, gefedert (Hf. 1/1)
Der leichter Feldwagen 95, gefedert (später umbenannt in Leichter Feldwagen, gefedert (Hf. 1/1)) war ein zweispänniges Pferdefuhrwerk, welches zum Zweiten Weltkrieg zum Einsatz kam.

### Entwicklung
Der leichter Feldwagen 95, gefedert entsprach, bis auf Federung und Inneneinrichtung, dem Leichten Feldwagen 95. Für den Transport empfindlicher Ausrüstung und Geräte erhielten die Nachrichten-, Pionier-, Sanitäts-, und Vermessungstruppen eine gefederte Ausführung des leichten Feldwagen 95.
Die Federung bestand aus je zwei längs- und einer quer angeordneten Blattfeder am Vorder- und Hinterwagengestell. Die Inneneinrichtung richtete sich hierbei nach den gewünschten Verwendungszweck.

### Einsatz

#### Einsatz bei der Wehrmacht
Auch in der Wehrmacht wurde die gefederte Version des Wagens genutzt. So verfügten die Artillerievermessungstrupps in den Stabsbatterien der leichten Artillerieabteilungen über einen zweispännigen Vermessungsgerätwagen (Hf. 1/1) (gemäß KStN Nr. 582 vom 1. November 1942) und die Nachrichtenstaffeln der Batterien schwerer Feldhaubitzen über einen zweispännigen Nachrichtengerätwagen (Hf. 1/1) (gemäß KStN Nr. 433 vom 1. Mai 1944). Bei den leichten Feldhaubitzbatterien ersetzten ab 1944 zweispännige Panjewagen, auch Pleskau 2 genannt, diese Nachrichtengerätwagen.

### Ausführungen des Hf. 1/1
Vom leichten Feldwagen, gefedert (Hf. 1/1) gab es verschiedenste Ausführungen und Einsatzvarianten. Folgende Verwendungsformen und Abarten des leichten Feldwagen, gefedert (Hf. 1/1) sind bekannt:
| Bezeichnung                            | Verwendung bei               | Preis                                | Bemerkungen                            | Foto |
| -------------------------------------- | ---------------------------- | ------------------------------------ | -------------------------------------- | ---- |
| Leichter Feldwagen, gefedert (Hf. 1/1) | alle Waffen                  | 1.260 Reichsmark                     | 610 kg (unbeladen), 1.360 kg (beladen) |      |
| Beobachtungsgerätwagen (Hf. 1/4)       | Beobachtungsartillerie       |                                      |                                        |      |
| Handscheinwerferwagen (M) (Hf. 1/2)    | Pioniere                     | 1.400 Reichsmark (Maschinensatz)     |                                        |      |
| Handscheinwerferwagen (S) (Hf. 1/3)    | Pioniere                     | 1.400 Reichsmark (Scheinwerfergerät) |                                        |      |
| Nachrichtengerätwagen (Hf. 1/1)        | Infanterie                   | 1.360 Reichsmark                     |                                        |      |
| Pioniergerätwagen (Hf. 1/1)            | Infanterie Pioniere          | 1.360 Reichsmark                     |                                        |      |
| Sanitätsgerätwagen (Hf. 1/1)           | Infanterie Sanitätseinheiten |                                      |                                        |      |
| Vermessungsgerätwagen (Hf. 1/1)        | Artillerie-Vermessungstrupps | 1.360 Reichsmark                     |                                        |      |

### Lackierung
Genau wie der Leichte Feldwagen 95 hatte der leichte Feldwagen, gefedert (Hf. 1/1) eine feldgraue (RAL 6006) Lackierung bekommen. Ab 1936 wurden die buntfarben dunkelgelb (RAL 7028), gelbbraun (RAL 8000) und olivgrün (RAL 6003) verwendet. Auch gab es Wagen in dunkelgelb (RAL 7028) oder ganz in weiß (RAL 9001 und 9002).